# İspir (district)
İspir is een Turks district in de provincie Erzurum en telt 18.381 inwoners (2007). Het district heeft een oppervlakte van 2012,5 km². Hoofdplaats is İspir.
De bevolkingsontwikkeling van het district is weergegeven in onderstaande tabel.
| 1997   | 2000   | 2007   |
| ------ | ------ | ------ |
| 29.662 | 29.337 | 18.381 |